# Leichtathletik-Weltmeisterschaften 2015/Stabhochsprung der Frauen

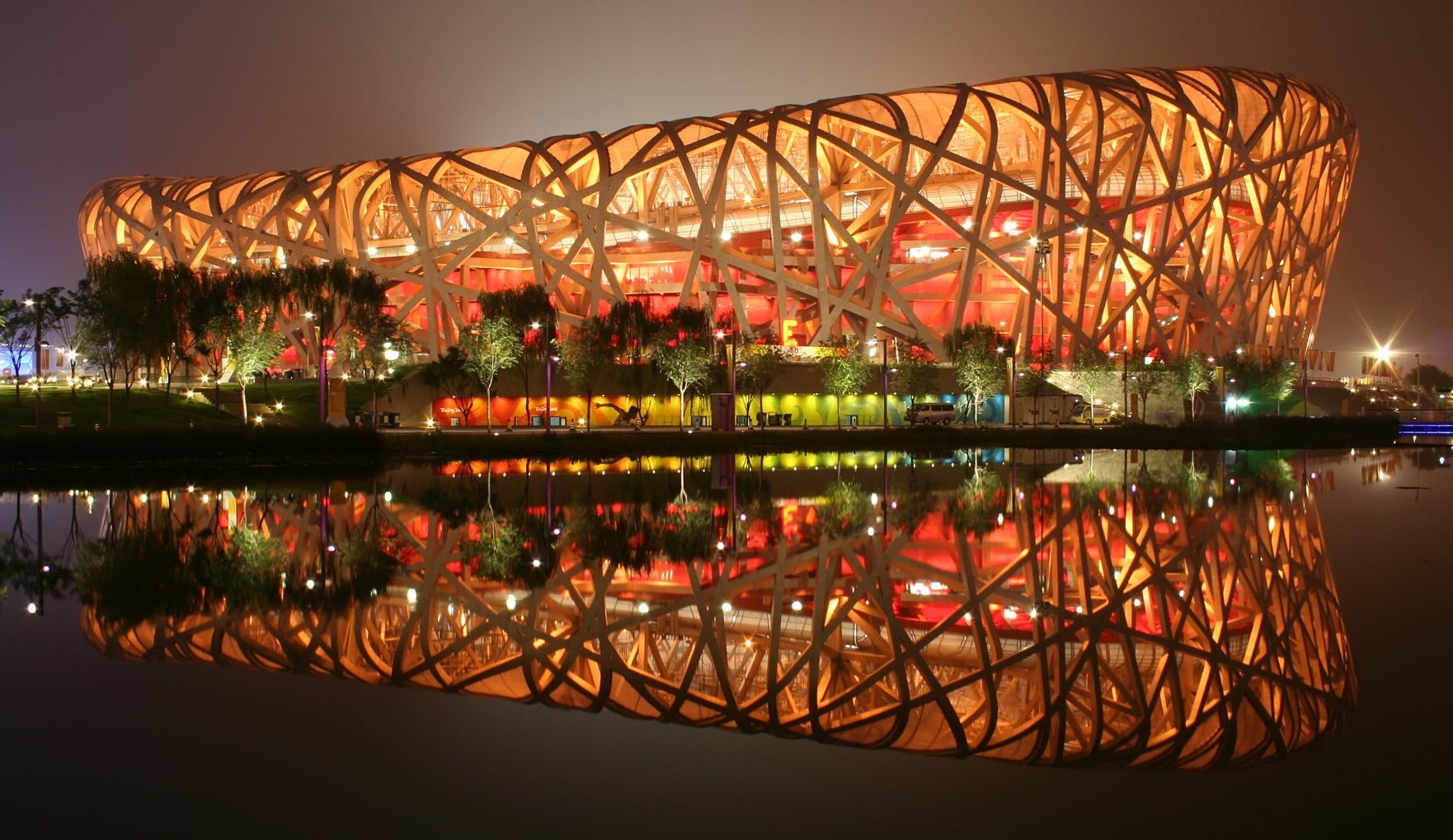
Das Nationalstadion Peking während der Weltmeisterschaften

Der Stabhochsprung der Frauen bei den Leichtathletik-Weltmeisterschaften 2015 wurde am 24. und 26. August 2015 im Nationalstadion der chinesischen Hauptstadt Peking ausgetragen.
Weltmeisterin wurde die kubanische Olympiazweite von 2012 und WM-Dritte von 2013 Yarisley Silva. Sie gewann vor der brasilianischen WM-Titelträgerin von 2011 Fabiana Murer. Bronze ging an die griechische EM-Dritte von 2012 Nikoleta Kyriakopoulou.

## Rekorde
| Weltrekord               | Jelena Issinbajewa | 5,06 m | Zürich, Schweiz          | 20. August 2009 |
| Weltmeisterschaftsrekord | Jelena Issinbajewa | 5,01 m | WM in Helsinki, Finnland | 12. August 2005 |

Der bestehende WM-Rekord wurde bei diesen Weltmeisterschaften nicht eingestellt und nicht verbessert.
Es gab einen eingestellten Kontinentalrekord und zwei Landesrekorde:
- Kontinentalrekord:
  - 4,90 m (Südamerikarekord egalisiert) – Yarisley Silva (Kuba), Finale am 26. August
- Landesrekorde:
  - 4,70 m – Angelica Bengtsson (Schweden), Finale am 26. August
  - 4,60 m – Minna Nikkanen (Finnland), Finale am 26. August

## Legende
Kurze Übersicht zur Bedeutung der Symbolik – so üblicherweise auch in sonstigen Veröffentlichungen verwendet:
| – | verzichtet   |
| o | übersprungen |
| x | ungültig     |

## Qualifikation
24. August 2015, 9:30 Ortszeit (3:30 Uhr MESZ)
Die Qualifikation wurde in zwei Gruppen durchgeführt. Die Qualifikationshöhe betrug 4,60 m. Da keine Springerin diese Höhe überhaupt anging, nachdem sich abzeichnete, dass 4,55 m für die Finalqualifikation ausreichen würden, rekrutierte sich das Finalfeld aus den vierzehn besten Athletinnen beider Gruppen – hellgrün unterlegt.

### Gruppe A
| Platz | Athletin               | Land                | 4,15 | 4,30 | 4,45 | 4,55 | Höhe (m) |
| ----- | ---------------------- | ------------------- | ---- | ---- | ---- | ---- | -------- |
| 01    | Martina Strutz         | Deutschland         | –    | o    | o    | o    | 4,55     |
| 01    | Nikoleta Kyriakopoulou | Griechenland        | –    | –    | o    | o    | 4,55     |
| 01    | Fabiana Murer          | Brasilien           | –    | –    | –    | o    | 4,55     |
| 04    | Michaela Meijer        | Schweden            | o    | o    | xo   | o    | 4,55 PB  |
| 05    | Sandi Morris           | USA                 | –    | o    | o    | xxo  | 4,55     |
| 05    | Li Ling                | Volksrepublik China | –    | o    | o    | xxo  | 4,55     |
| 07    | Naroa Agirre           | Spanien             | xo   | xxo  | o    | xxx  | 4,45     |
| 08    | Silke Spiegelburg      | Deutschland         | –    | o    | xxo  | xxx  | 4,45     |
| 08    | Nicole Büchler         | Schweiz             | –    | o    | xxo  | xxx  | 4,45     |
| 10    | Tori Pena              | Irland              | xo   | o    | xxx  |      | 4,30     |
| 11    | Marion Lotout          | Frankreich          | –    | xo   | xxx  |      | 4,30     |
| 12    | Robeilys Peinado       | Venezuela           | xo   | xo   | xxx  |      | 4,30     |
| NM    | Jiřina Ptáčníková      | Tschechien          | xxx  |      |      |      | ogV      |
| NM    | Nina Kennedy           | Australien          | –    | xxx  |      |      | ogV      |

In Qualifikationsgruppe A ausgeschiedene Stabhochspringerinnen:

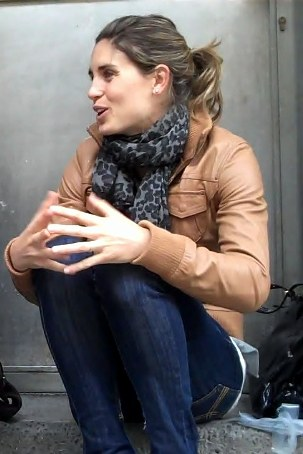
Naroa Agirre Rang sieben mit 4,45 m
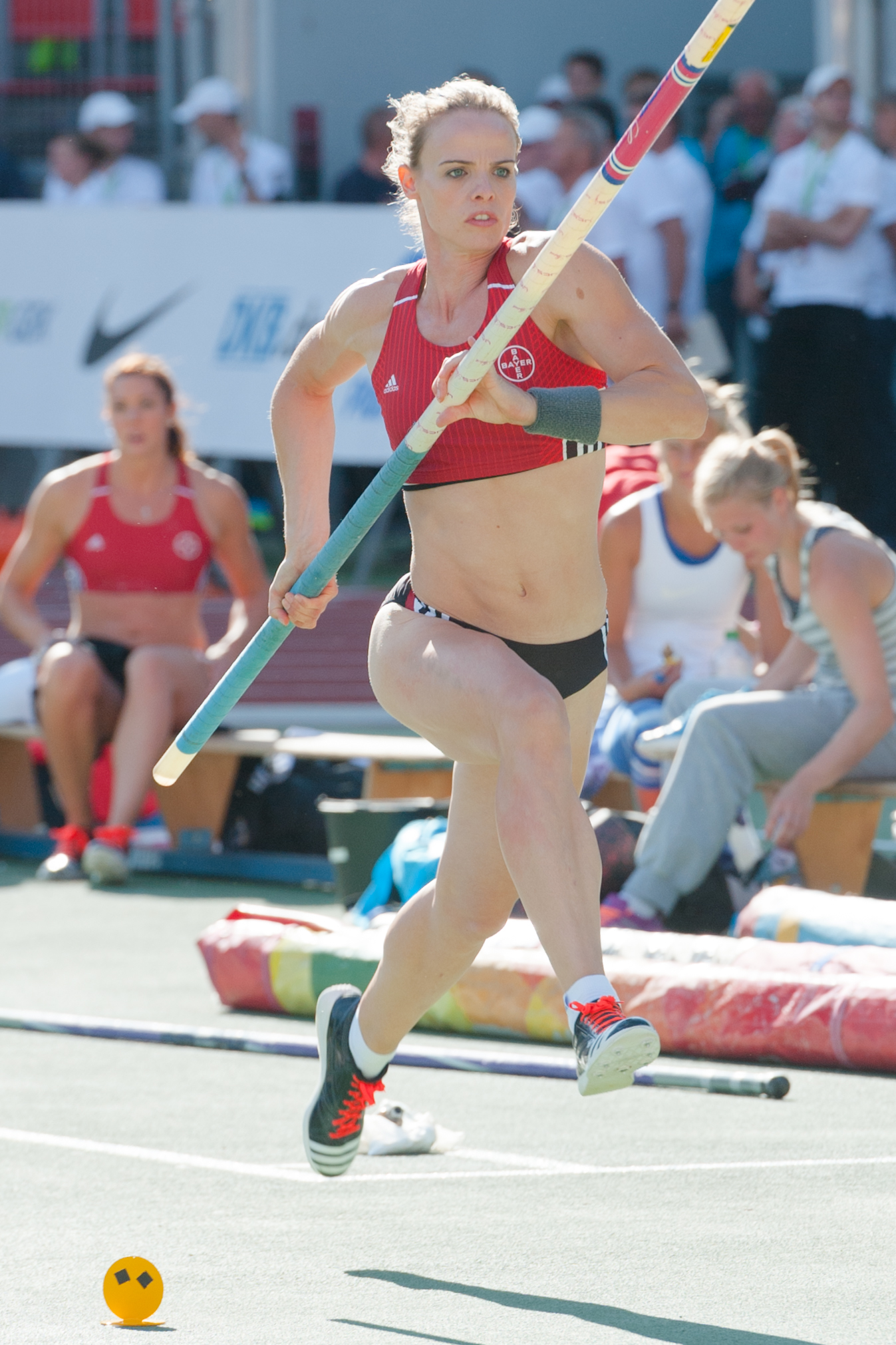
Silke Spiegelburg Geteilter Rang acht mit 4,45 m
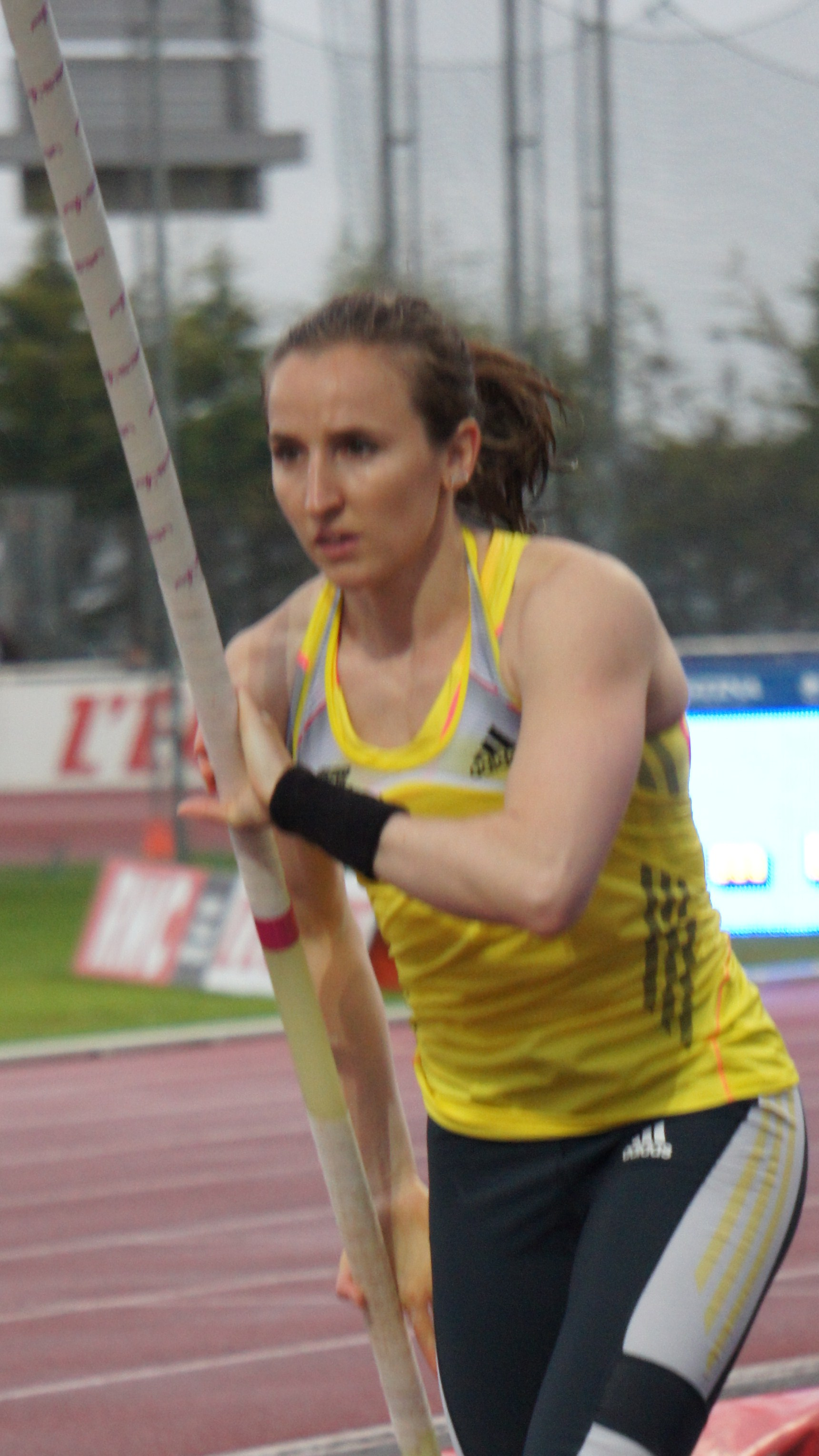
Nicole Büchler Geteilter Rang acht mit 4,45 m
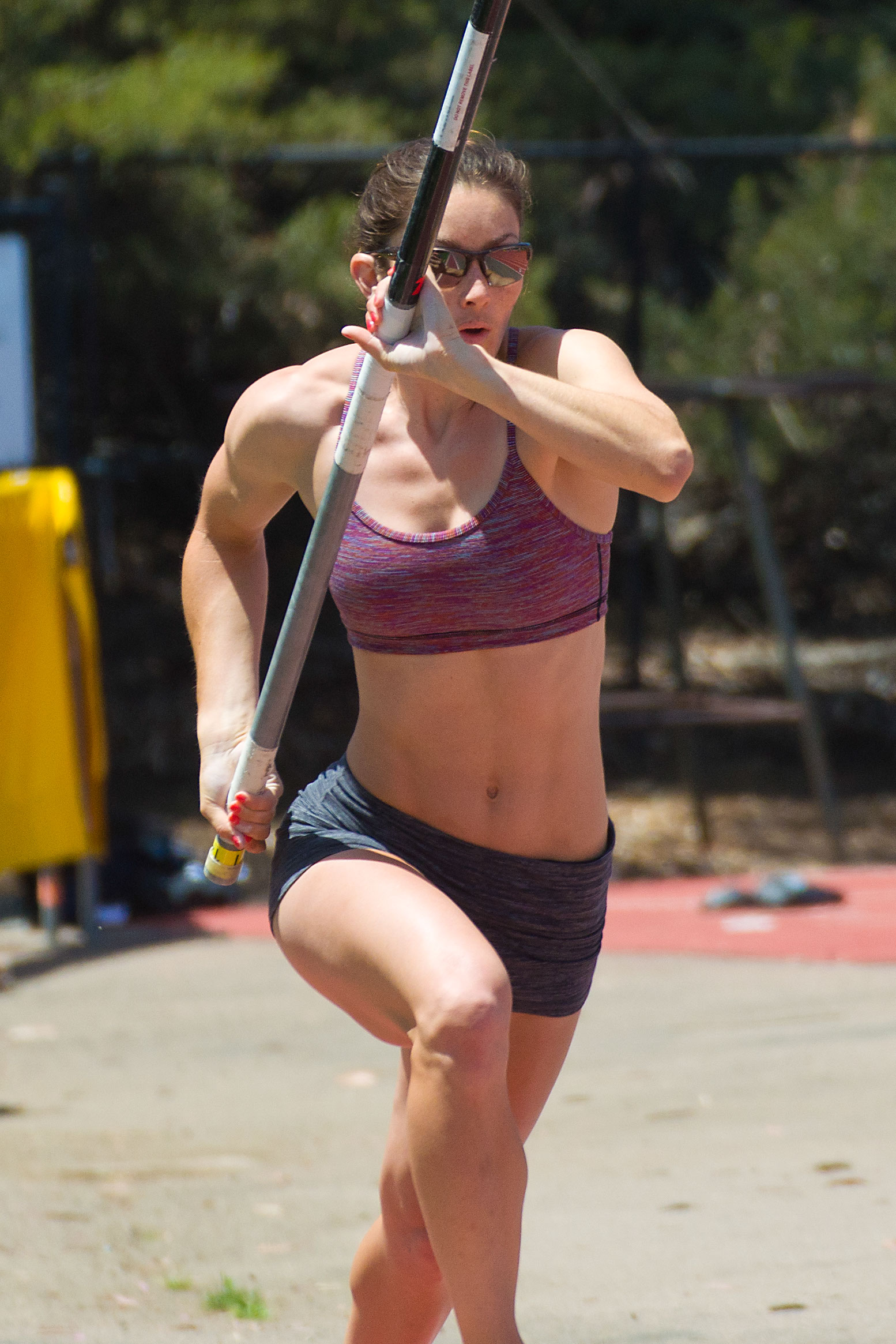
Tori Pena Rang zehn mit 4,30 m
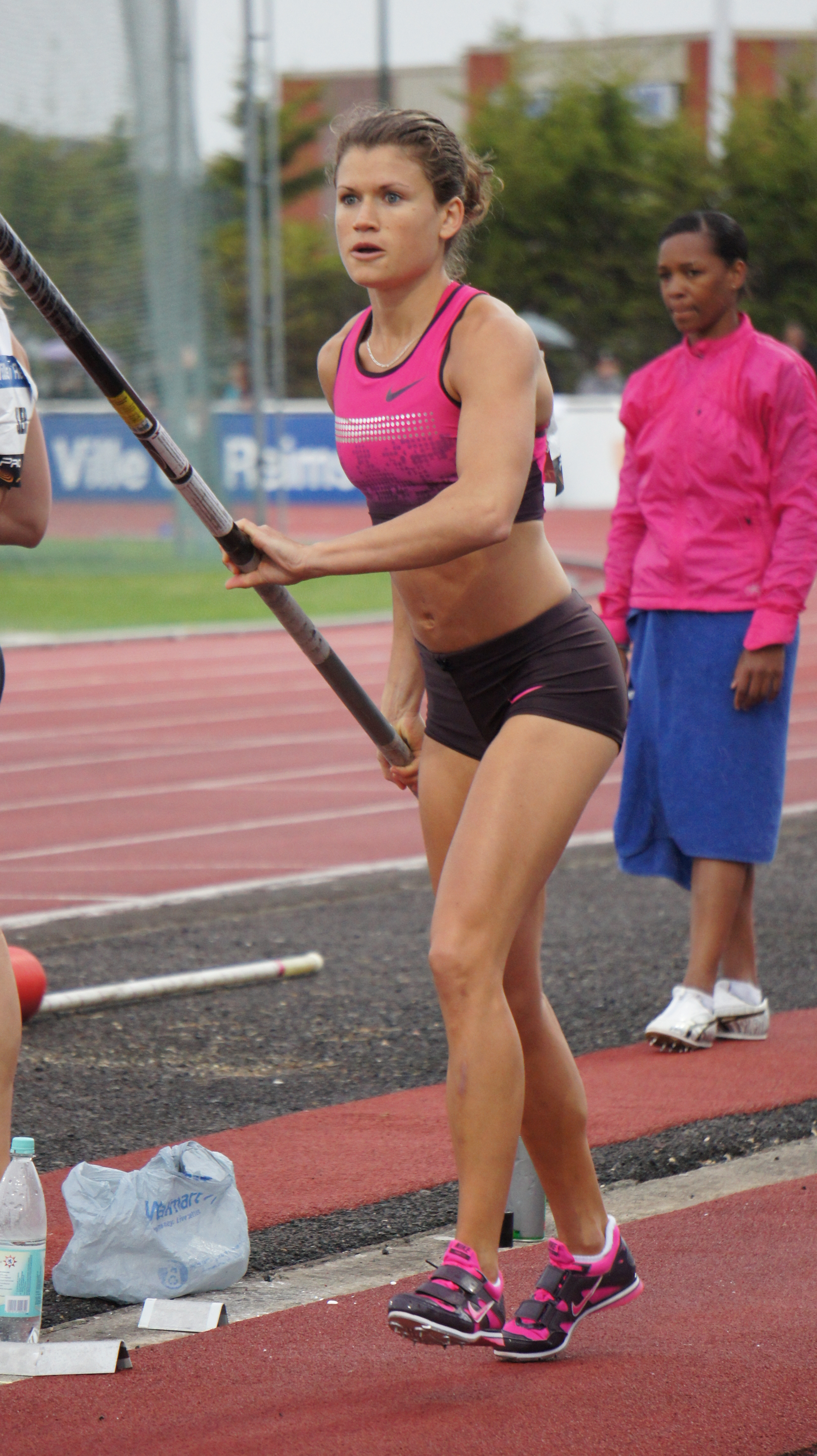
Marion Lotout Rang elf mit 4,30 m
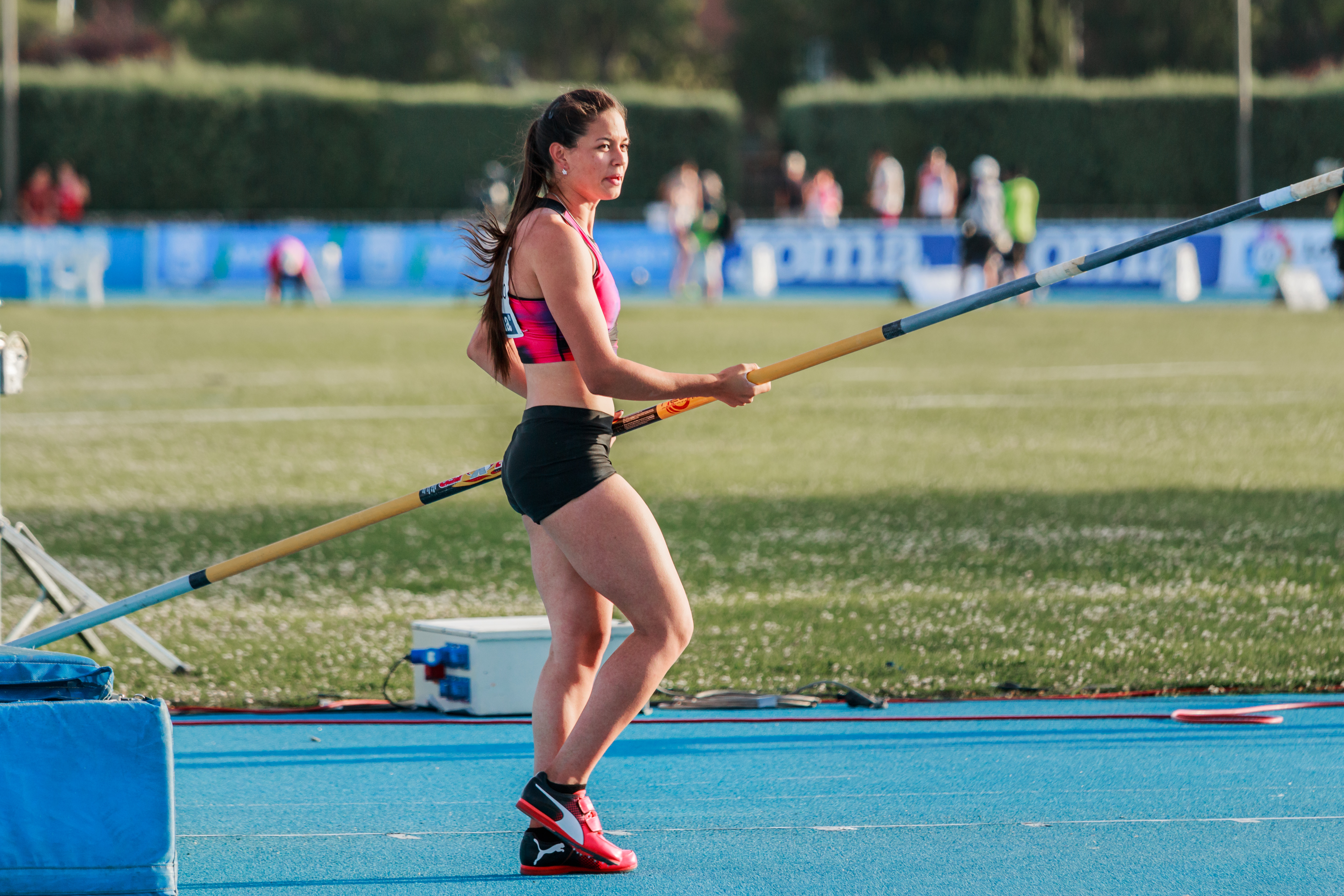
Robeilys Peinado Rang zwölf mit 4,30 m
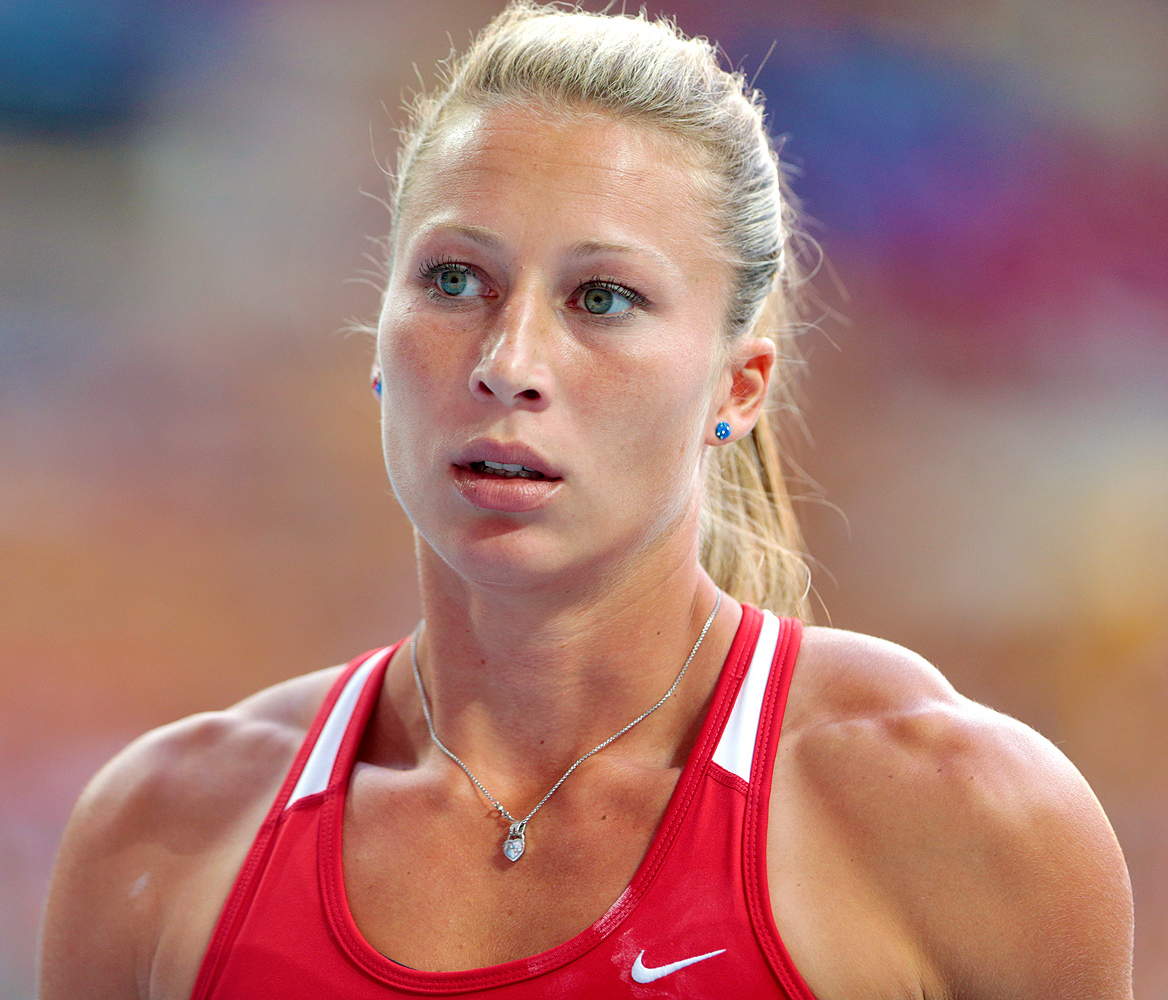
Jiřina Ptáčníková ohne gültigen Versuch
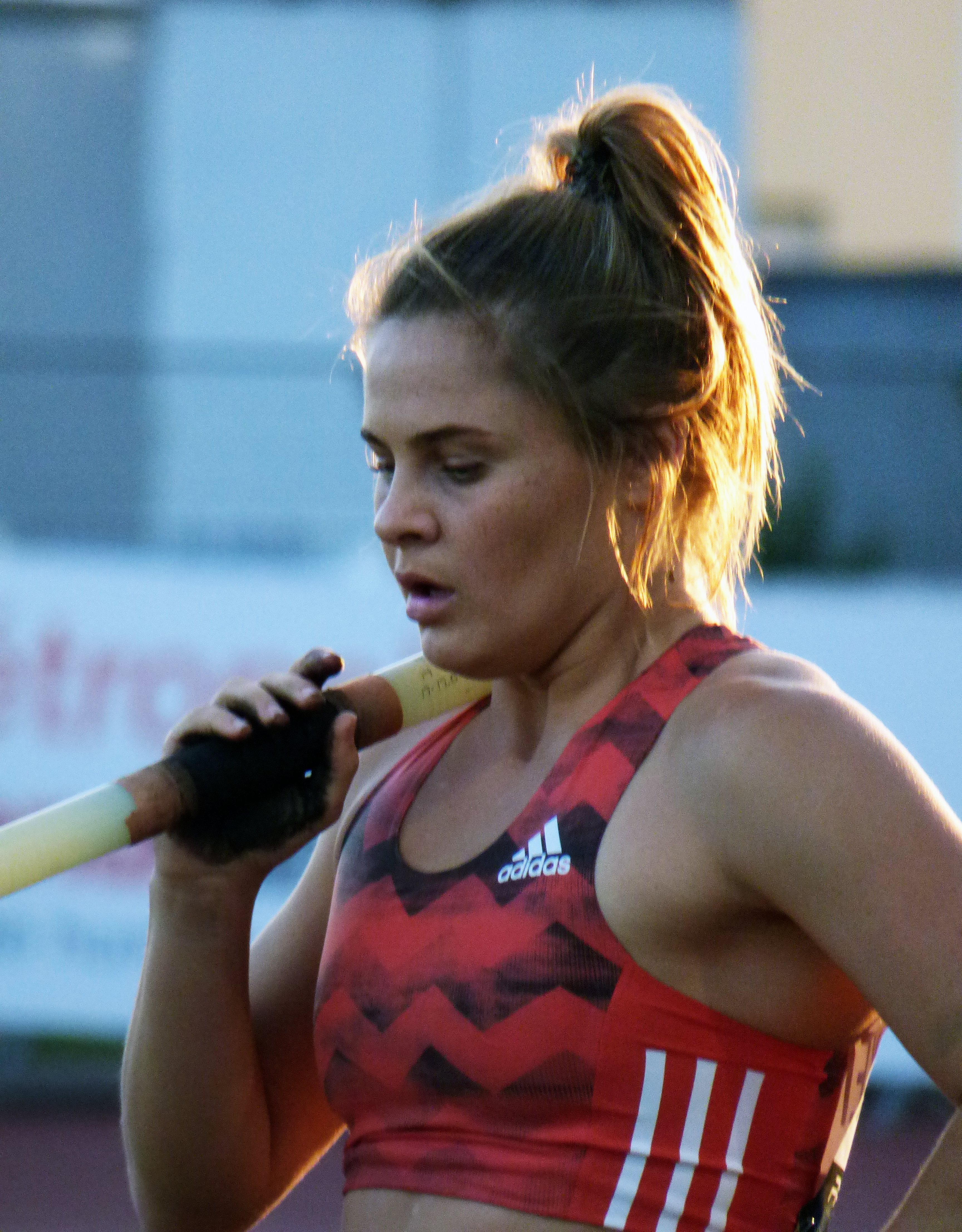
Nina Kennedy ohne gültigen Versuch

### Gruppe B
| Platz | Athletin            | Land                | 4,15 | 4,30 | 4,45 | 4,55 | Höhe (m) |
| ----- | ------------------- | ------------------- | ---- | ---- | ---- | ---- | -------- |
| 01    | Angelica Bengtsson  | Schweden            | –    | o    | o    | o    | 4,55     |
| 01    | Holly Bradshaw      | Großbritannien      | –    | o    | o    | o    | 4,55 SB  |
| 03    | Lisa Ryzih          | Deutschland         | –    | –    | xo   | o    | 4,55     |
| 03    | Minna Nikkanen      | Finnland            | o    | o    | xo   | o    | 4,55     |
| 05    | Yarisley Silva      | Kuba                | –    | –    | o    | xo   | 4,55     |
| 05    | Jennifer Suhr       | USA                 | –    | –    | –    | xo   | 4,55     |
| 07    | Anschelika Sidorowa | Russland            | –    | –    | o    | xxo  | 4,55     |
| 07    | Alana Boyd          | Australien          | –    | –    | o    | xxo  | 4,55     |
| 09    | Ekaterini Stefanidi | Griechenland        | –    | xo   | o    | xxx  | 4,45     |
| 10    | Demi Payne          | USA                 | –    | o    | xxx  |      | 4,30     |
| 11    | Femke Pluim         | Niederlande         | –    | xo   | xxx  |      | 4,30     |
| 12    | Malin Dahlström     | Schweden            | o    | xxx  |      |      | 4,15     |
| 13    | Ren Mengqian        | Volksrepublik China | xxo  | xxx  |      |      | 4,15     |
| 13    | Angelica Moser      | Schweiz             | xxo  | xxx  |      |      | 4,15     |
| NM    | Tina Šutej          | Slowenien           | –    | xxx  |      |      | ogV      |

In Qualifikationsgruppe B ausgeschiedene Stabhochspringerinnen:

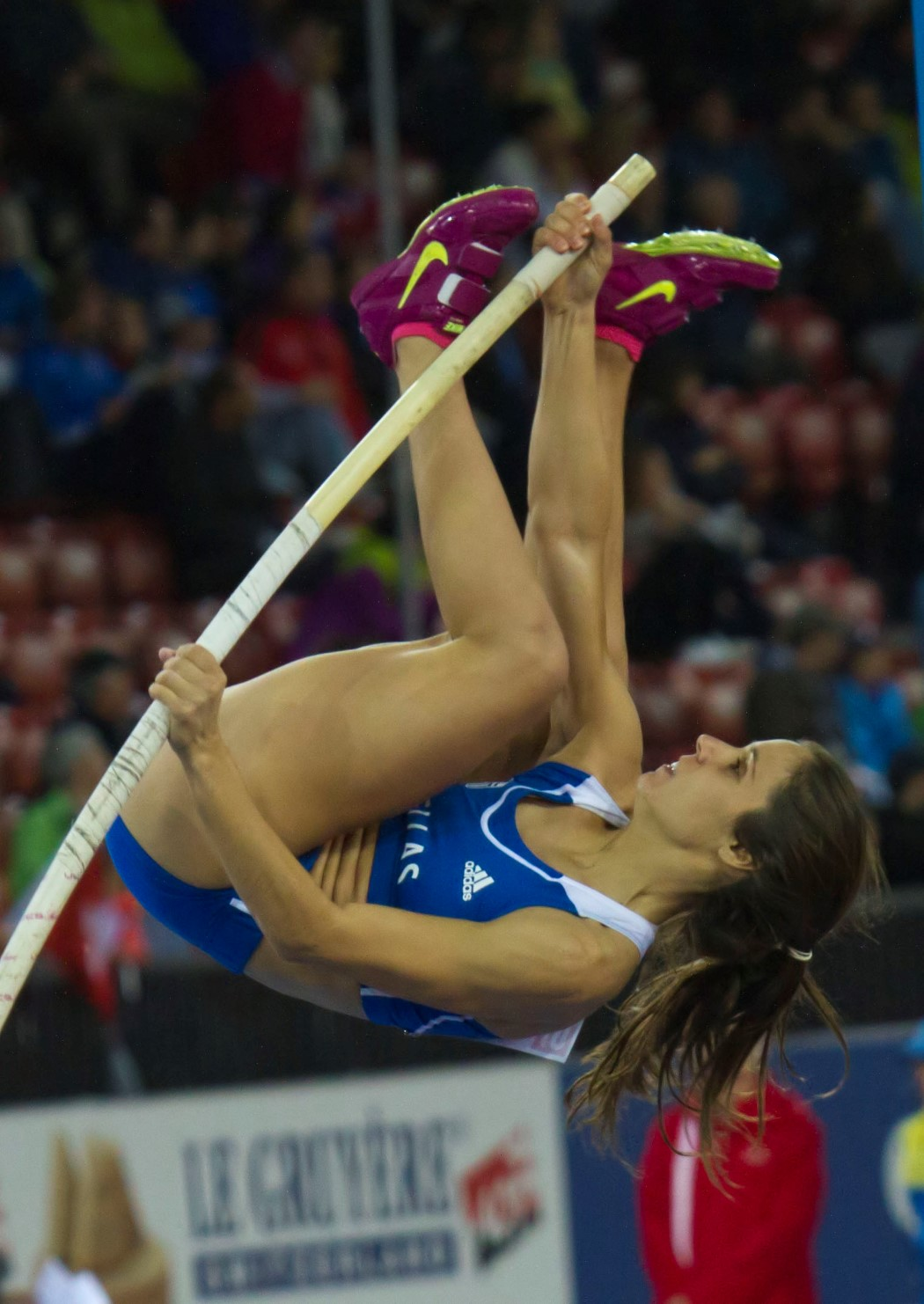
Ekaterini Stefanidi, 2014 Vizeeuropameisterin – Rang neun mit 4,45 m
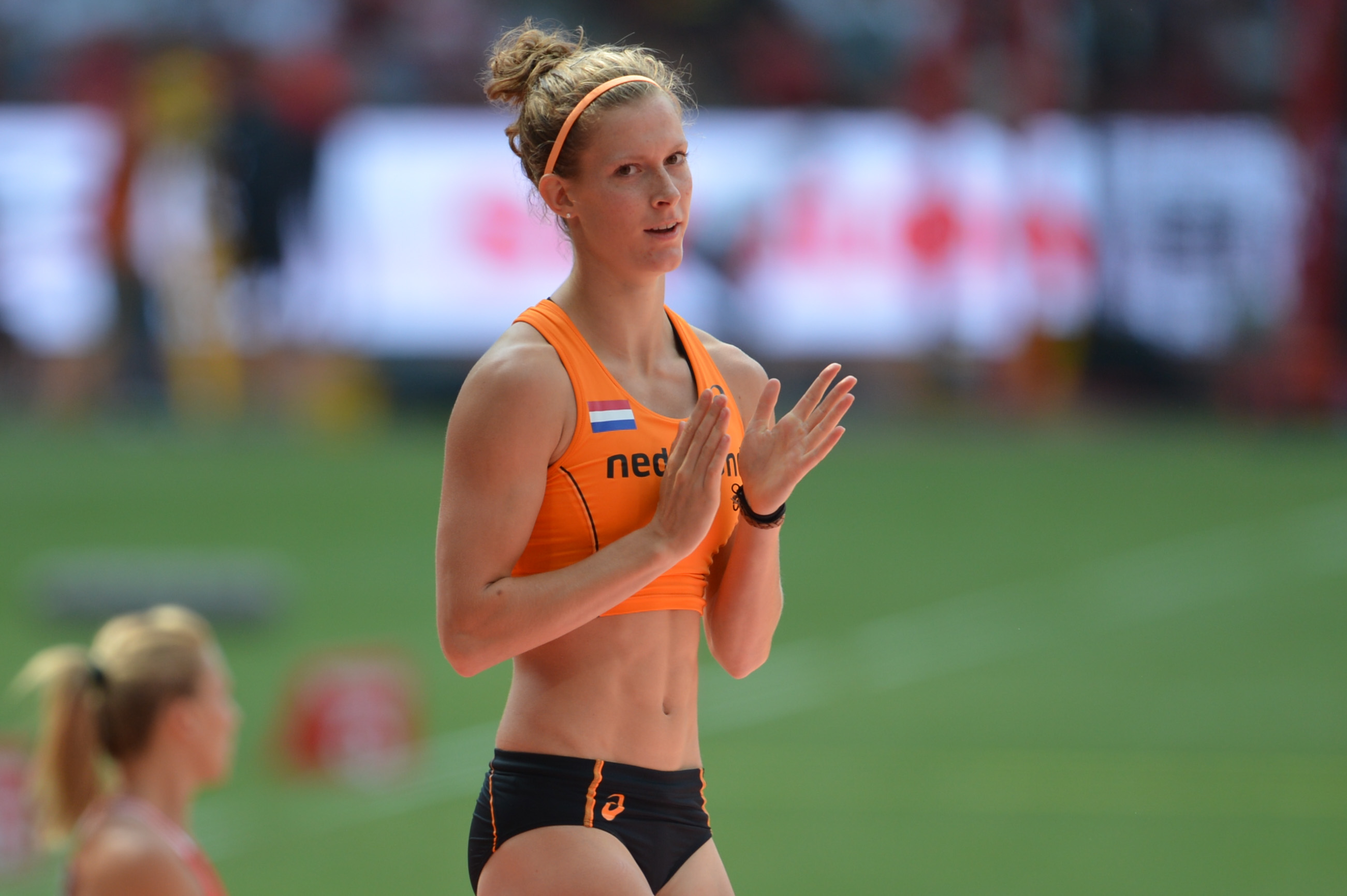
Femke Pluim Rang elf mit 4,30 m
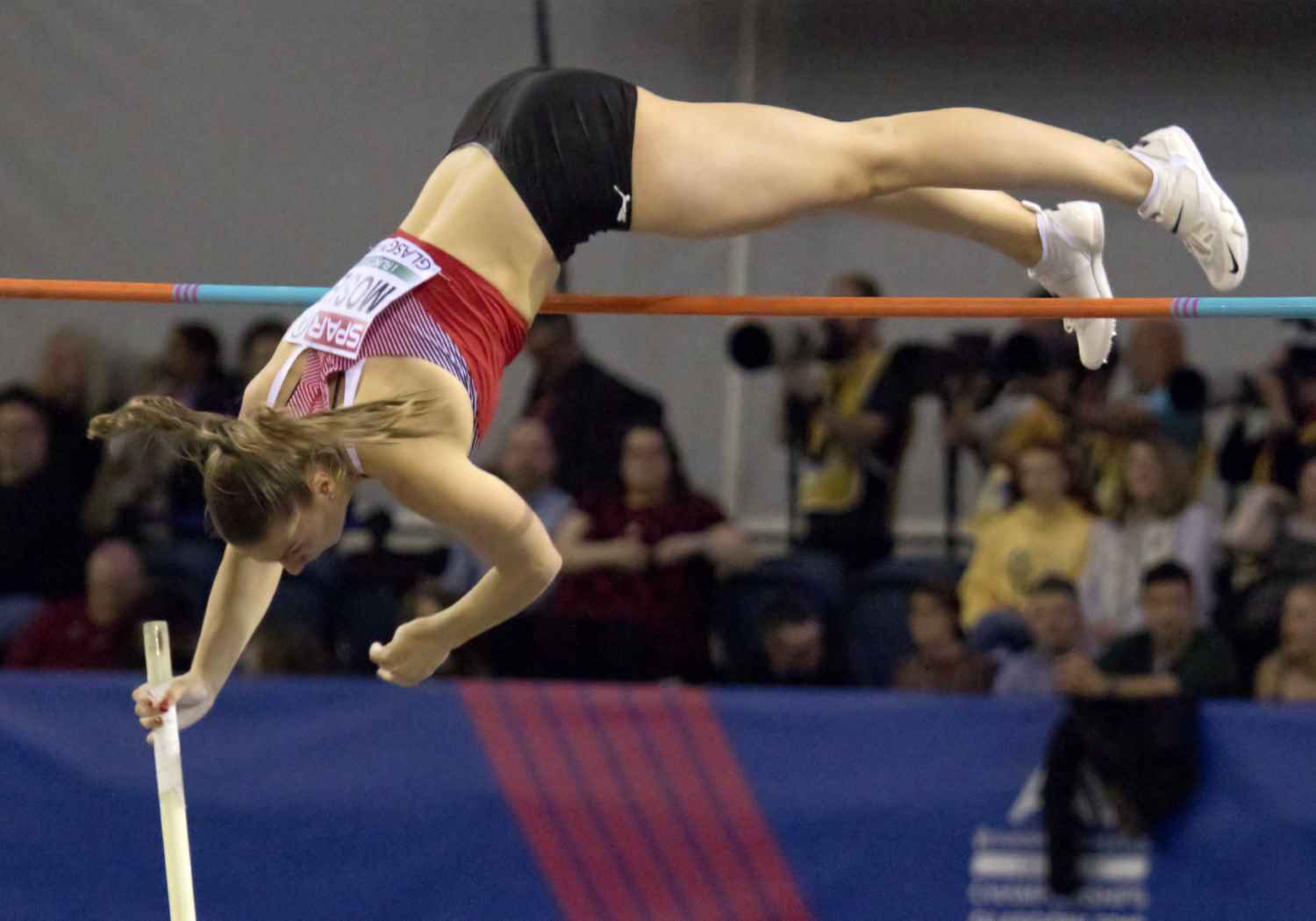
Angelica Moser Geteilter Rang dreizehn mit 4,15 m
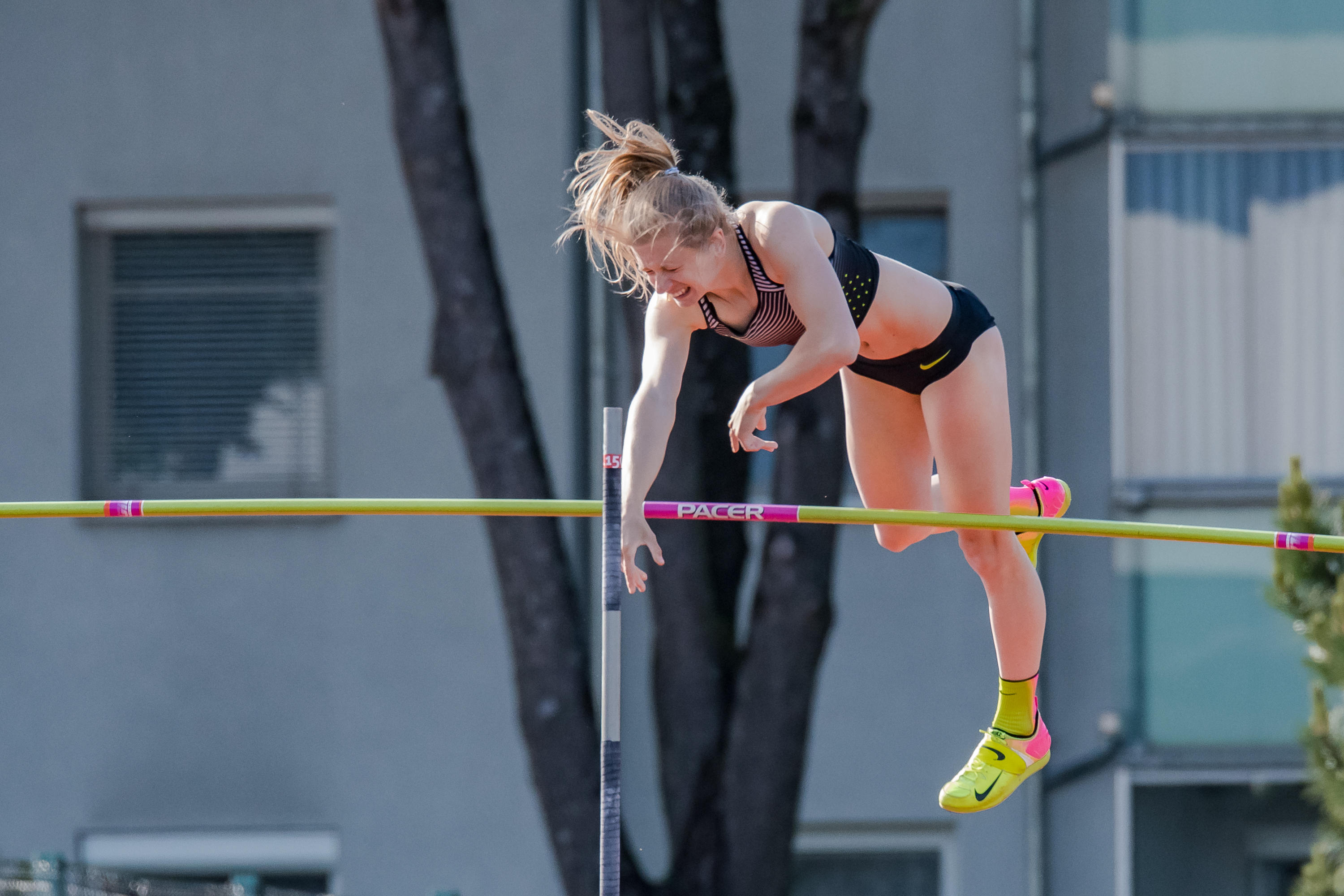
Tina Šutej ohne gültigen Versuch

## Finale
26. August 2015, 19:00 Uhr Ortszeit (13:00 Uhr MESZ)
Die russische Weltrekordlerin und dreifache Weltmeisterin Jelena Issinbajewa war im Vorjahr Mutter geworden und legte 2014 sowie 2015 eine Karrierepause ein. Zu den Favoritinnen gehörten die US-amerikanische Vizeweltmeisterin von 2013 und Olympiasiegerin von 2012 Jennifer Suhr, die kubanische Weltjahresbeste, WM-Dritte und Olympiazweite Yarisley Silva, die Brasilianerin Fabiana Murer als Zweite der Weltjahresbestenliste und WM-Fünfte, die russische Europameisterin und Fünfte der Weltjahresbestenliste Anschelika Sidorowa und auch die Griechin Nikoleta Kyriakopoulou als Vizeeuropameisterin von 2012 und Dritte der Weltjahresbestenliste.
Mit übersprungenen 4,70 m waren noch sieben Athletinnen im Wettbewerb, als 4,80 m aufgelegt wurden. Ohne jeden Fehlversuch waren bisher Suhr, ihre Landsfrau Sandi Morris, die Schwedin Angelica Bengtsson und Murer geblieben. Einen Fehlsprung hatte die Britin Holly Bradshaw zu Buche stehen, bei Silva und Kyriakopoulou waren es zwei Fehlversuche. Als Erste war Kyriakopoulou über 4,80 m gleich mit ihrem ersten Sprung erfolgreich, Murer und Silva zogen im zweiten Versuch nach. Die vier weiteren noch im Rennen befindlichen Springerinnen rissen jeweils dreimal. Damit standen die Medaillengewinnerinnen bereits fest, deren Reihenfolge musste allerdings noch ermittelt werden. Geklärt waren aufgrund der Fehlversuchsregel auch die weiteren Platzierungen. Angelica Bengtsson, Sandi Morris und Jennifer Suhr belegten gemeinsam Rang vier, Holly Bradshaw wurde Siebte. Bengtsson hatte dabei mit ihren 4,70 m einen neuen schwedischen Rekord aufgestellt.
Die neue Sprunghöhe betrug nun 4,85 m. Sowohl Murer als auch Silva übersprangen sie mit ihren jeweils ersten Versuchen. Die Brasilianerin hatte damit einen neuen Südamerikarekord aufgestellt. Kyriakopoulou dagegen riss einmal und sparte sich ihre beiden nun verbleibenden Sprünge für die nächste Höhe auf. In der Zwischenwertung lag Murer vorn, sie hatte einen Fehlsprung aufzuweisen, bei Silva waren es drei. Die Entscheidung stand aber noch aus, als 4,90 m gefordert wurden. Diese neue Sprunghöhe lag im absoluten Topbereich und es wurde für alle verbliebenen Teilnehmerinnen sehr schwer. Als Erste musste Nikoleta Kyriakopoulou passen. Die Griechin riss die 4,90 m mit beiden ihr noch verbliebenen Versuche und hatte mit übersprungenen 4,80 m Bronze gewonnen. Auch Murer versuchte sich bis zum Schluss vergeblich an dieser Höhe. Nur Yarisley Silva war mit ihrem dritten Sprung erfolgreich und hatte damit den Weltmeistertitel sicher. Fabiana Murer stand als Gewinnerin der Silbermedaille fest. Silva versuchte sich schließlich noch an 5,01 m, die hier jedoch zu hoch für sie waren.
| Platz | Athletin               | Land                | 4,35 | 4,50 | 4,60 | 4,70 | 4,80 | 4,85 | 4,90 | 5,01 | Höhe (m) |
| ----- | ---------------------- | ------------------- | ---- | ---- | ---- | ---- | ---- | ---- | ---- | ---- | -------- |
|       | Yarisley Silva         | Kuba                | –    | o    | o    | xxo  | xo   | o    | xxo  | xxx  | 4,90     |
|       | Fabiana Murer          | Brasilien           | –    | o    | o    | o    | xo   | o    | xxx  |      | 4,85 SRe |
|       | Nikoleta Kyriakopoulou | Griechenland        | –    | o    | xo   | xo   | o    | x–   | xx   |      | 4,80     |
| 04    | Angelica Bengtsson     | Schweden            | o    | o    | o    | o    | xxx  |      |      |      | 4,70 NR  |
| 04    | Sandi Morris           | USA                 | o    | o    | o    | o    | xxx  |      |      |      | 4,70     |
| 04    | Jennifer Suhr          | USA                 | –    | –    | o    | o    | xxx  |      |      |      | 4,70     |
| 07    | Holly Bradshaw         | Großbritannien      | o    | o    | xo   | o    | xxx  |      |      |      | 4,70 SB  |
| 08    | Martina Strutz         | Deutschland         | o    | o    | o    | xxx  |      |      |      |      | 4,60     |
| 09    | Li Ling                | Volksrepublik China | xo   | o    | o    | xxx  |      |      |      |      | 4,60     |
| 10    | Minna Nikkanen         | Finnland            | xo   | o    | xo   | xxx  |      |      |      |      | 4,60 NR  |
| 11    | Alana Boyd             | Australien          | xo   | o    | xo   | xxx  |      |      |      |      | 4,60     |
| 12    | Lisa Ryzih             | Deutschland         | –    | o    | xxo  | xxx  |      |      |      |      | 4,60     |
| NM    | Anschelika Sidorowa    | Russland            | –    | xxx  |      |      |      |      |      |      | ogV      |
| NM    | Michaela Meijer        | Schweden            | xxx  |      |      |      |      |      |      |      | ogV      |

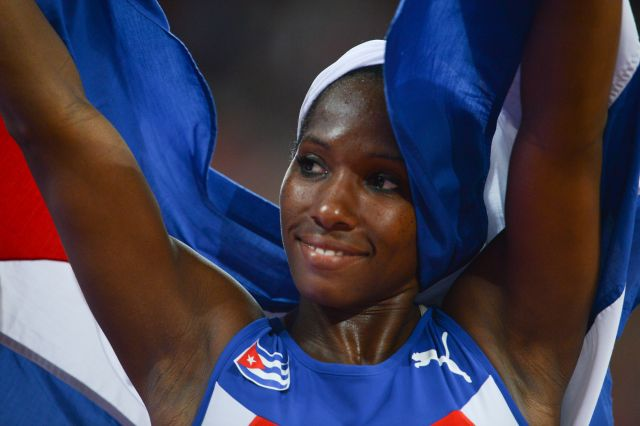
Freude bei Weltmeisterin Yarisley Silva

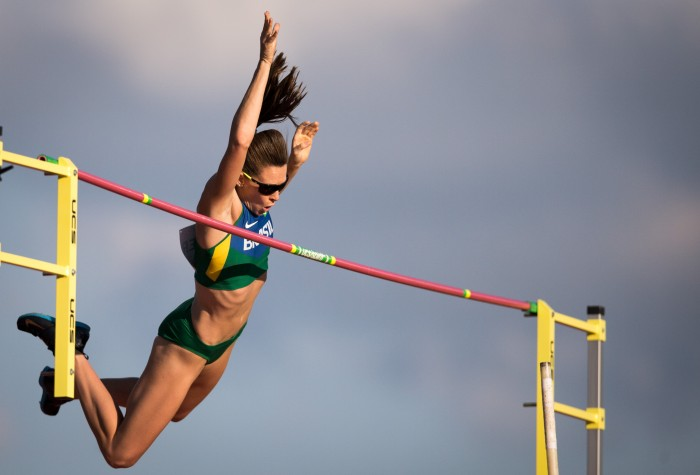
Fabiana Murer aus Brasilien – Vizeweltmeisterin mit Südamerikarekord
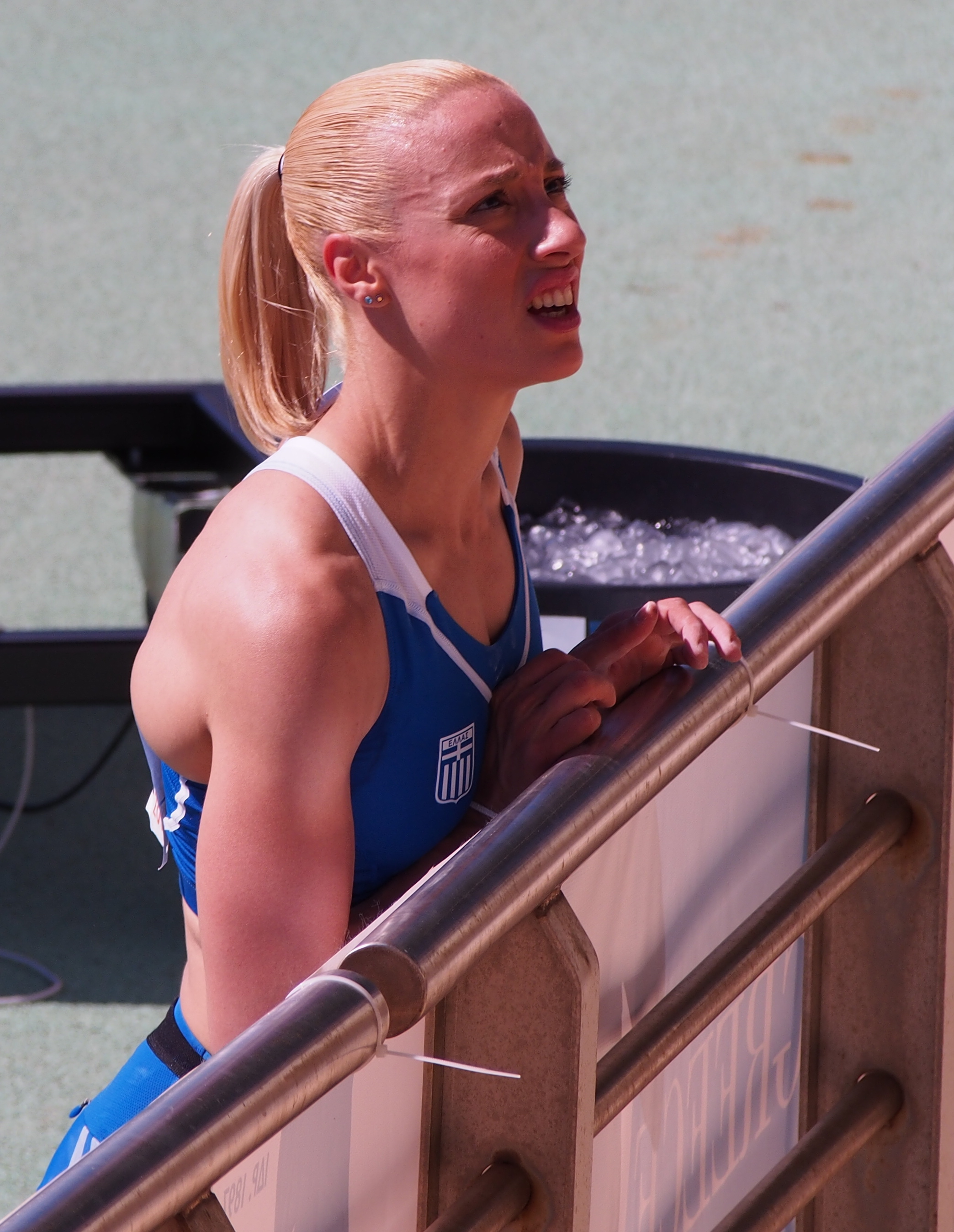
Bronzemedaillengewinnerin Nikoleta Kyriakopoulou Jackson
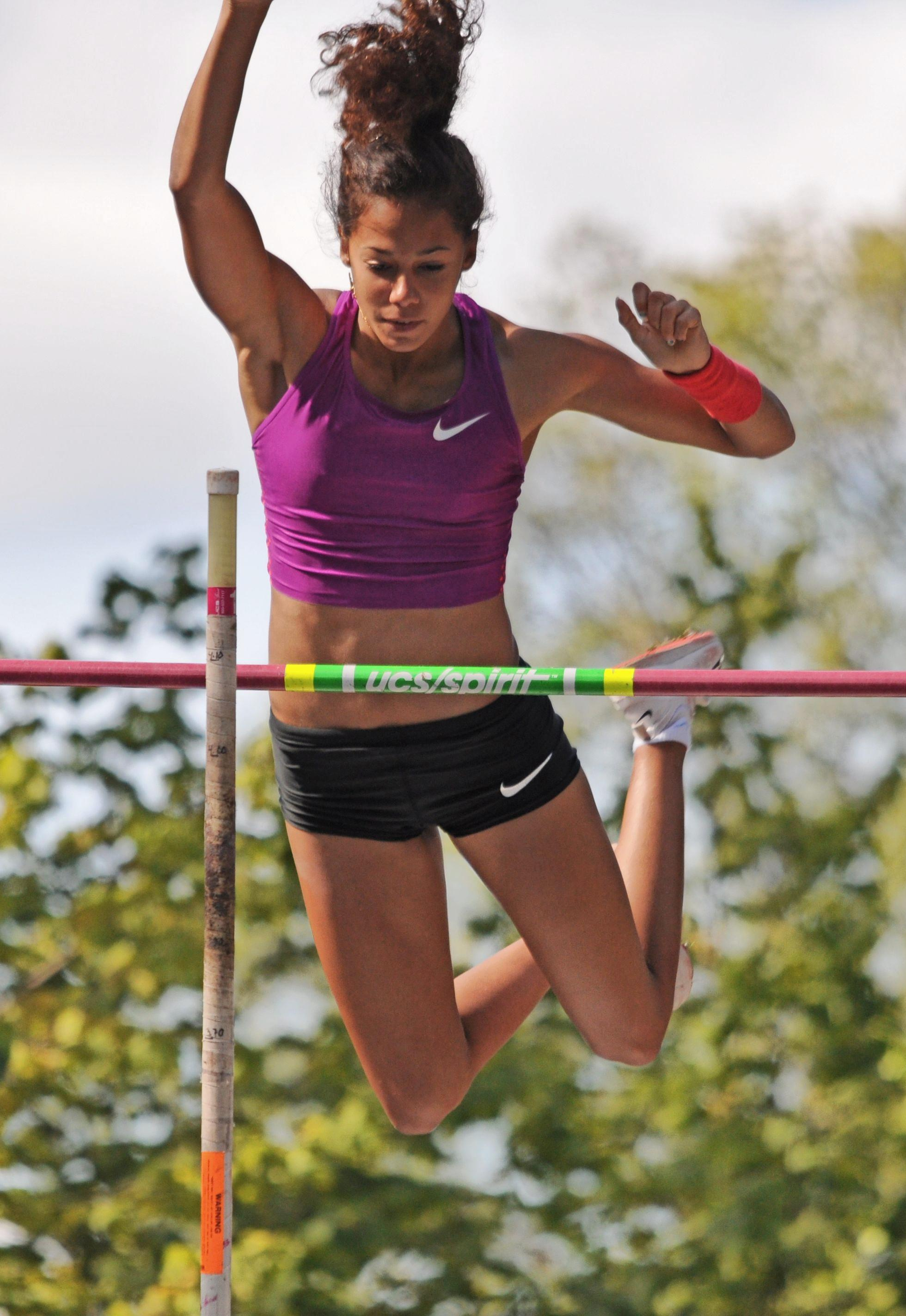
Geteilter vierter Platz für Angelica Bengtsson
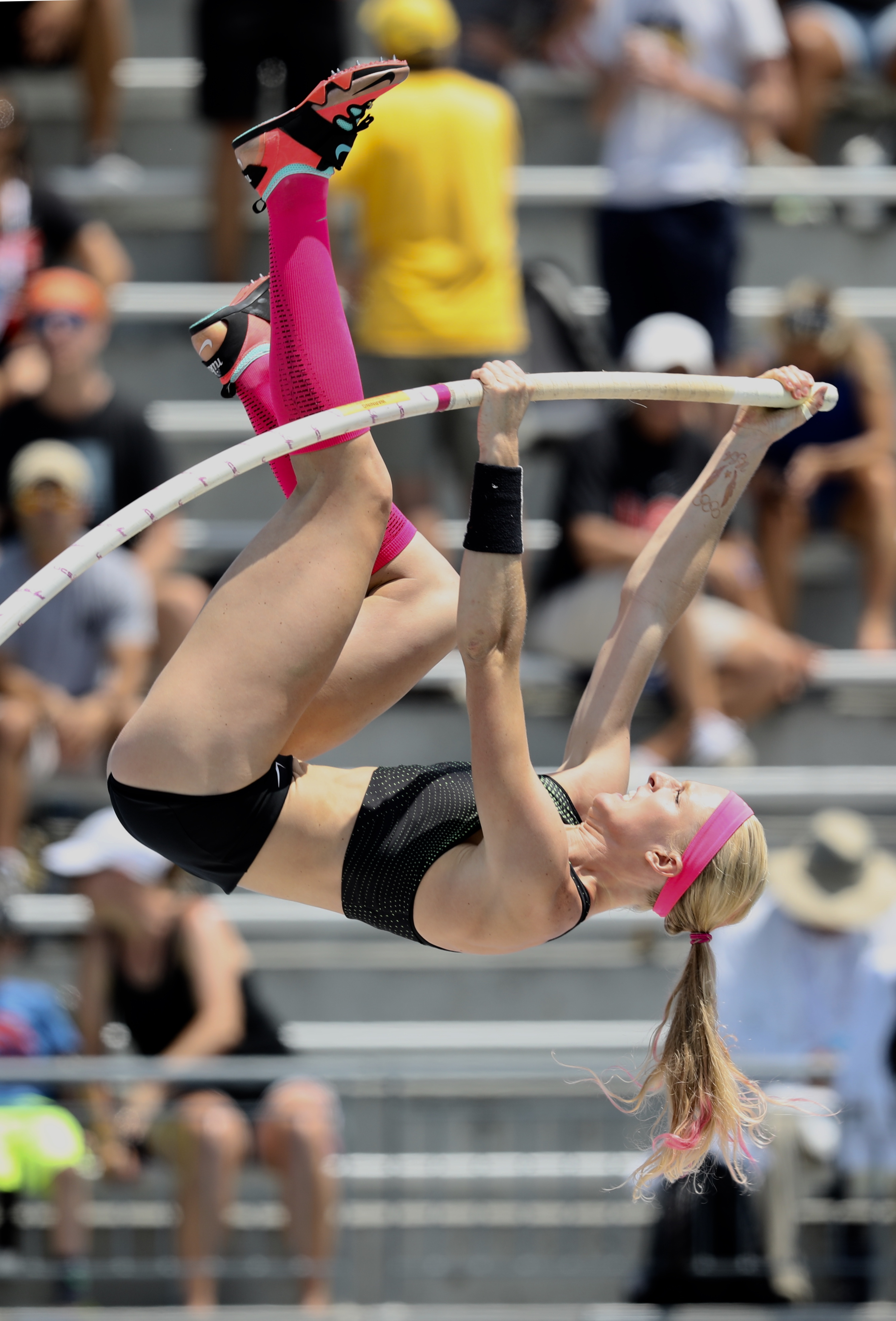
Sandi Morris – Vierte gemeinsam mit zwei anderen Athletinnen
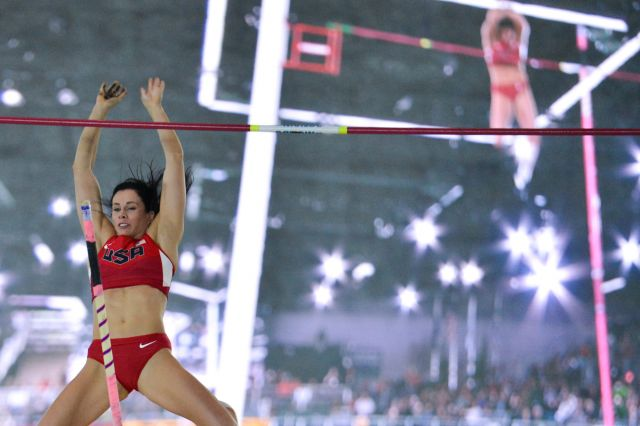
Olympiasiegerin Jennifer Suhr musste sich hier mit dem geteilten vierten Platz zufrieden geben
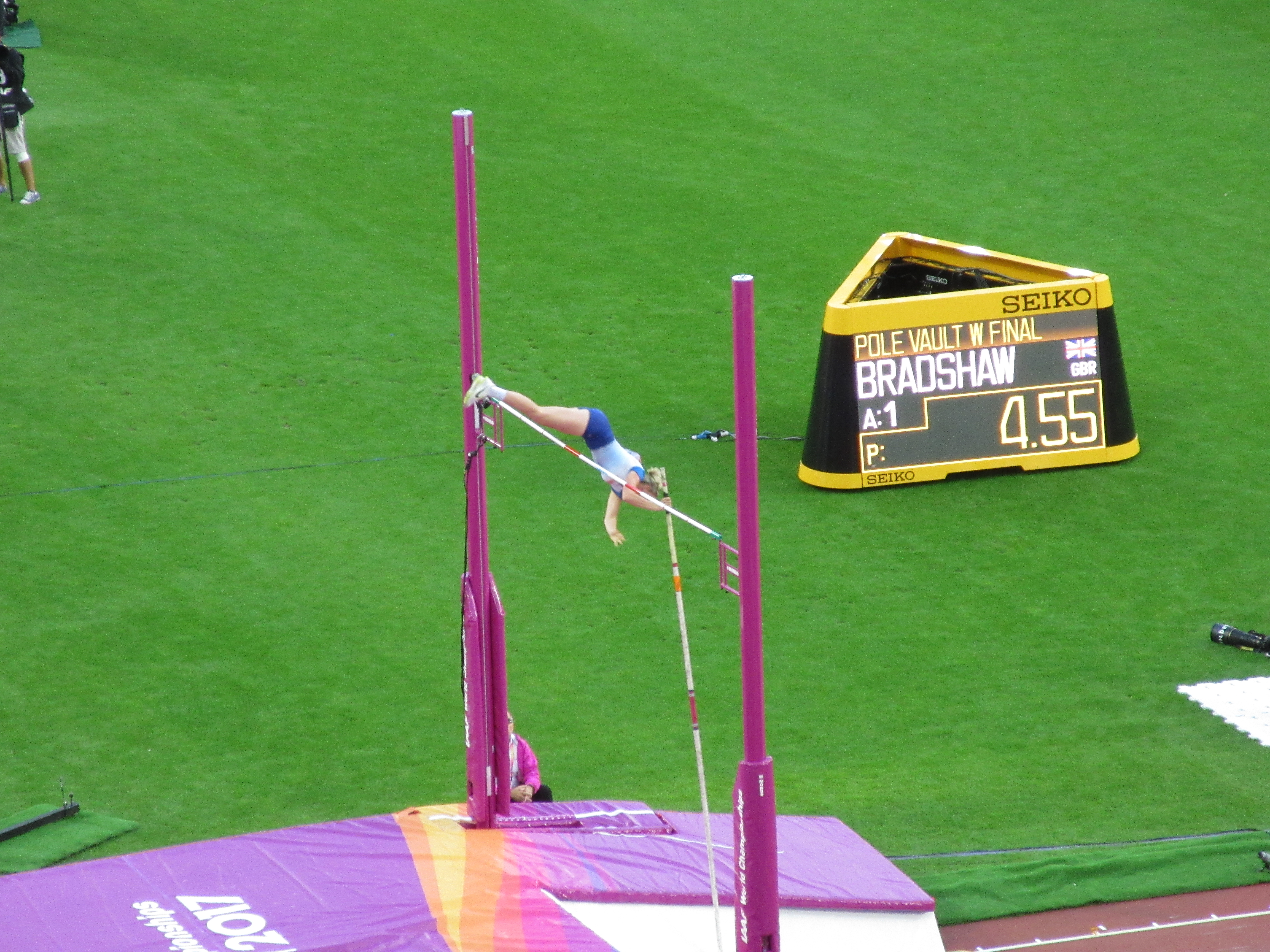
Holly Bradshaw belegte im Finale Rang sieben
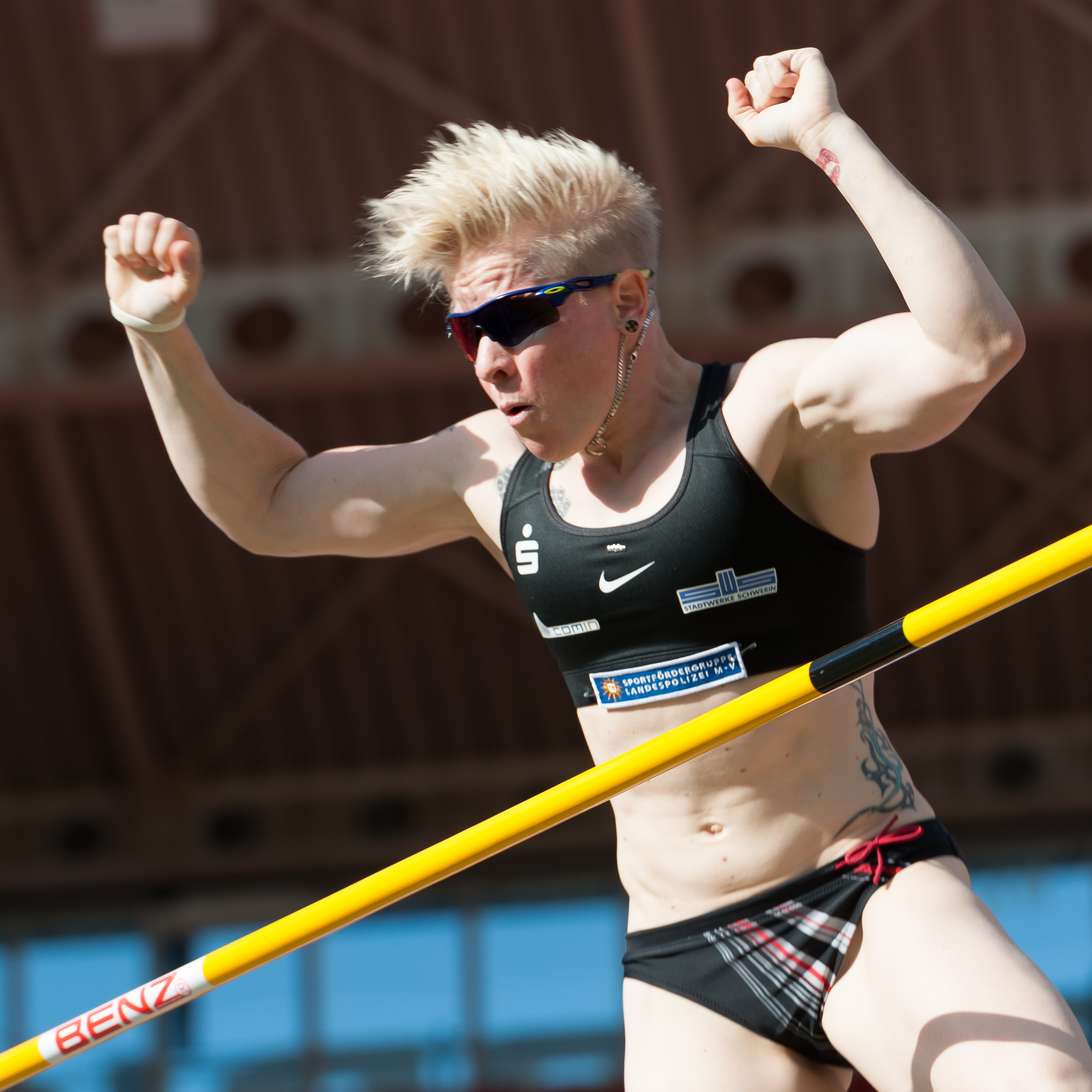
Martina Strutz kam als beste Deutsche auf Platz acht
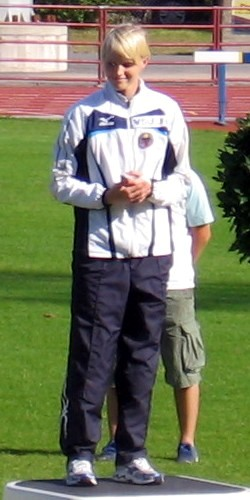
Minna Nikkanen wurde Zehnte
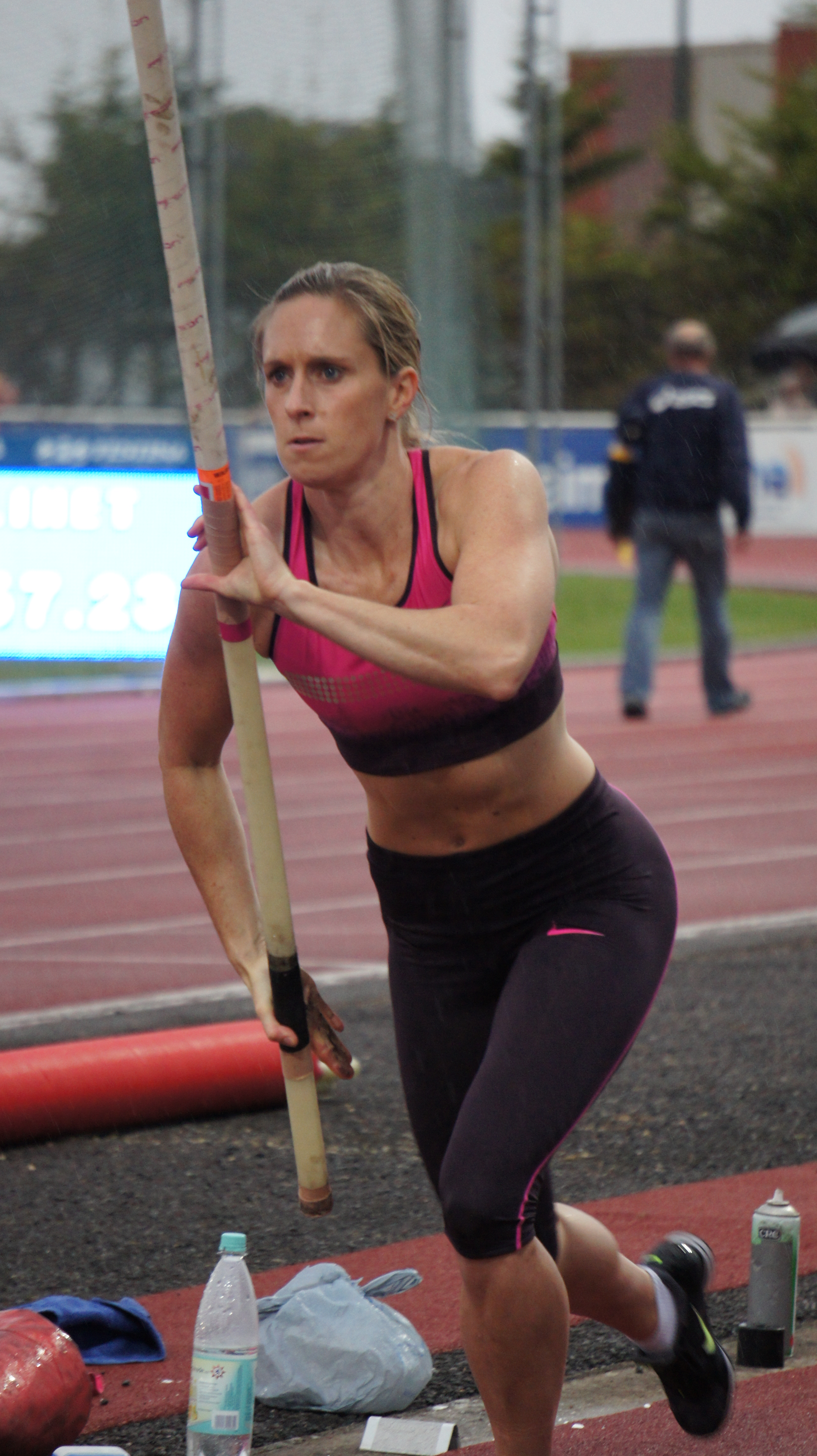
Alana Boyd erreichte den elften Platz
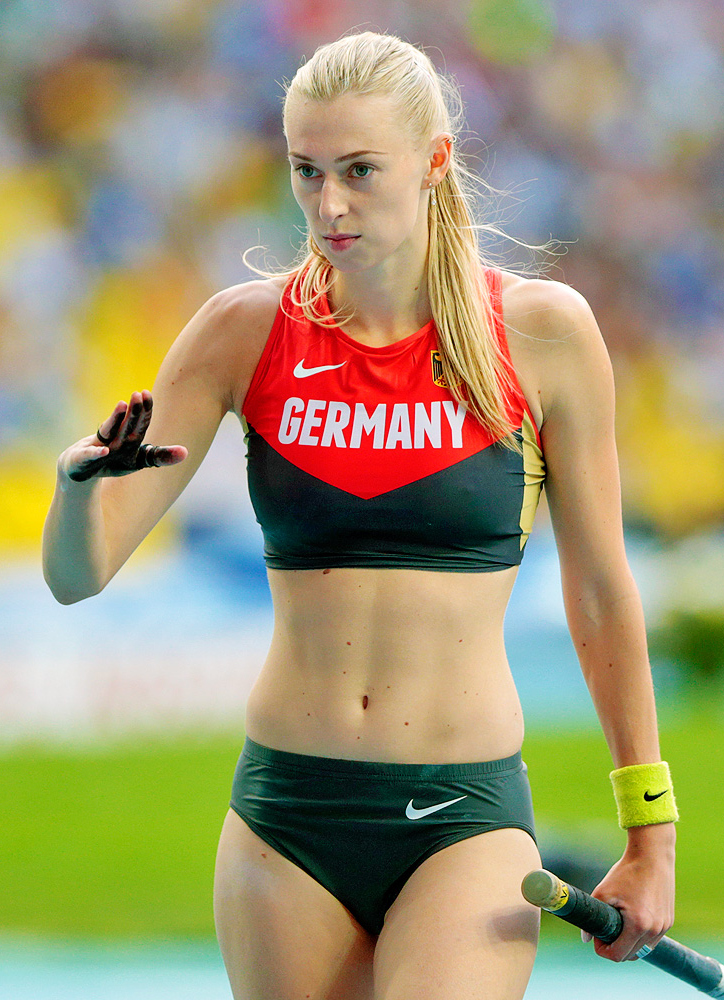
Lisa Ryzih belegte Rang zwölf
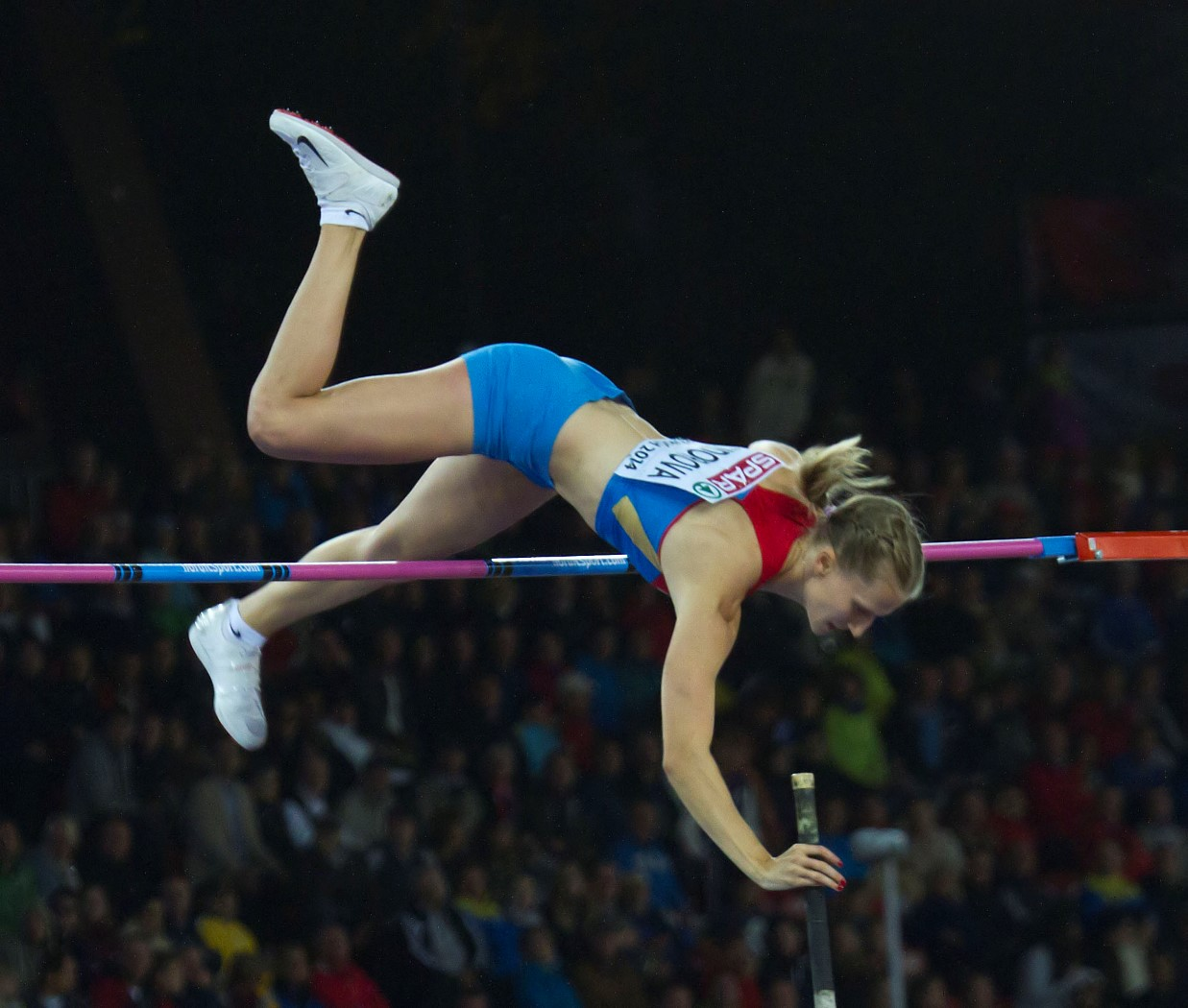
Europameisterin Anschelika Sidorowa blieb im Finale ohne gültigen Versuch
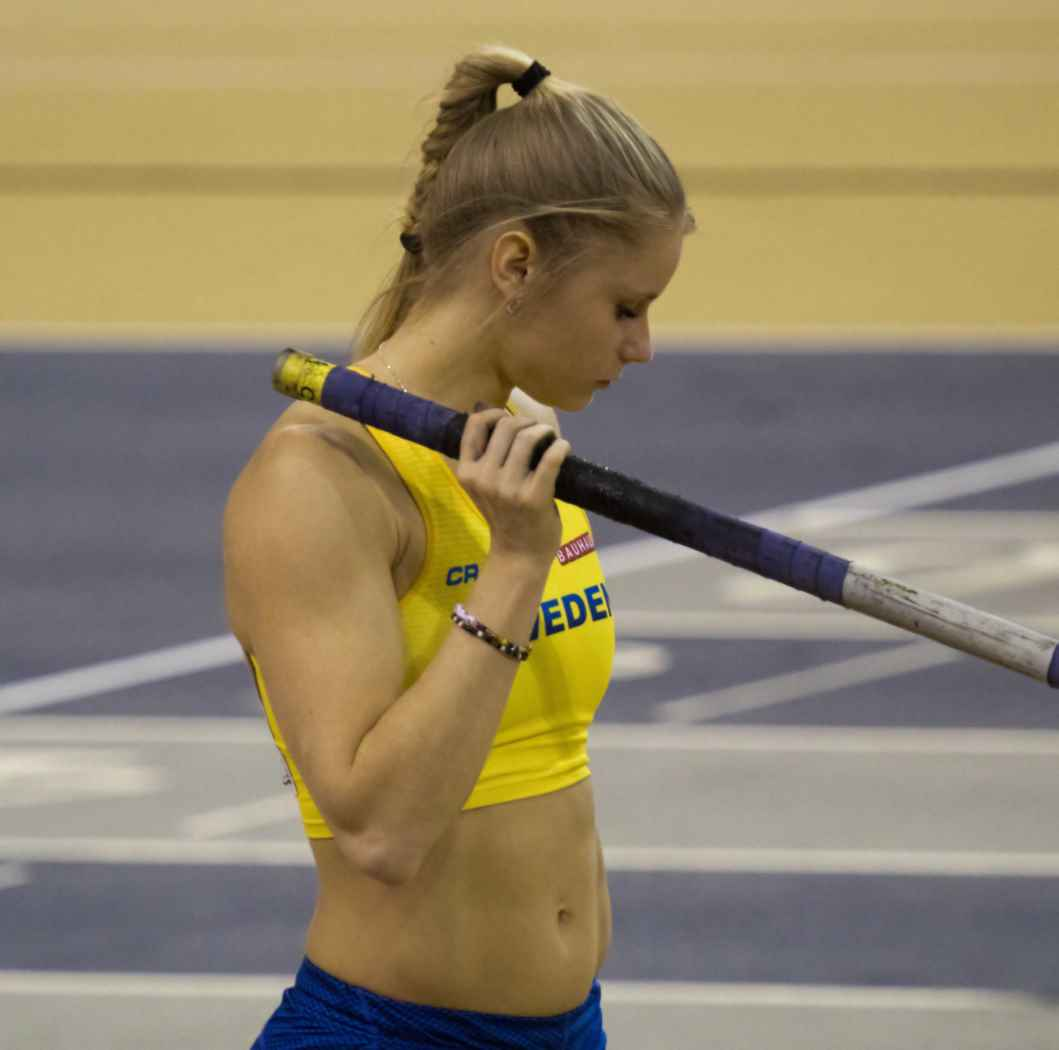
Michaela Meijer – im Finale ohne gültigen Versuch

## Video
- Beijing 2015 - Pole Vault Final, youtube.com (deutsch), abgerufen am 21. Februar 2021